# Karol II Tocco
Karol II Tocco (Carlo II Tocco, zm. 30 września 1448) – hrabia Kefalenii po 1429 roku. Władca południowego Epiru w latach 1429 – 1448. Adoptowany syn Karola I Tocco, naturalny - jego brata Leonarda II. 

## Życiorys
Objął władzę w Arcie po śmierci ojca. Przezwyciężając wewnętrzny chaos w państwie narzucił swoją władzę południowemu Epirowi. Północny Epir wraz z Joaniną w wyniku najazdu tureckiego w 1430 roku znalazł się pod panowaniem tureckim. Ostatecznie utracił Artę na rzecz Turków w 1448 roku zachowując resztki posiadłości na wybrzeżu. Po jego śmierci władzę objął młodszy syn Leonardo III.